# Південнокавказький газогін

Південно-Кавказький газогін позначено зеленим

Газогін Баку — Тбілісі — Ерзурум (Південно-Кавказький  газогін) — газогін, яким передбачається прокачування газу з родовища Шах-Деніз (Азербайджан) до південно-західного кордону Туреччини. Офіційно відкритий 25 березня 2007. Передбачалося, що до 2017 пропускна потужність газогону сягне 25 млрд м³ на рік.

## Технічна характеристика
Діаметр газогону — 42 дюйми, протяжність становить 970 км (442 км в Азербайджані, 248 км в Грузії і 280 км від грузино-турецького кордону до Ерзуруму). Довжина кожної рури — 11,5 м. Первісна пропускна здатність газогону, склало 8,8 млрд м³ газу на рік. Для другого етапу розробки родовища Шах-Деніз, потужність буде збільшена до 25 млрд м³ шляхом додавання додаткових циклів і двох нових компресорних станцій, кошторисною вартістю $ 3 млрд. Газогін має потенціал, для транспортування газу туркменських і казахських виробників через запланований Транскаспійський газогін. Азербайджан запропонував розширити його потужність до 60 млрд м³ через будівництво другої лінії газогону.
Постачання труб здійснювала японська компанія Sumitomo Metal Industries. Підрядниками проекту були грецька компанія CCIC (в Азербайджані) і французько-американський альянс  Spie Capag/Petrofac (у Грузії), ці ж компанії були підрядниками на будівництві азербайджанської і грузинської ділянок нафтогону «Баку-Тбілісі-Джейхан».

## Фундатори
У проекті південно-кавказького газогону беруть участь: 
- BP-Azerbaijan (технічний оператор) — 25,5 %,
- Statoil (комерційний оператор) —  25,5 %,
- ГНКАР —  10 %,
- LUKoil —  10 %,
- NICO —  10 %,
- Total —  10 %,
- TPAO —  9 %.[4]

На терені Азербайджану і Грузії газогін проходить паралельно нафтогону БТД (в 10-28 метрах). У ряді місць використана можливість одночасного укладання рур ПКТ і БТД, що дозволило звести до мінімуму вплив на довкілля або вплив до географічних небезпек

## Економічний ефект
Перша мета газогону подача газу до Туреччини і Грузії . Будучи транзитною країною, Грузія має права відбирати 5% від річного потоку газу по газогону замість тарифу і може придбати ще 0,5 млрд м³ газу на рік за пільговою ціною. У довгостроковій перспективі Південно-Кавказький газогін буде постачати до Європи каспійський природний газ через планований Південний газовий коридор, що має складатися з Трансадріатичного і Трансанатолійського газогонів

## Дивись також
- Nabucco (газопровід)
- Шахденіз
- Транскаспійський газогін
- Трансанатолійський газогін